# 경기중앙교육도서관
경기도립중앙도서관(京畿道立中央圖書館)은 대한민국 경기도에 있는 도립 도서관이다. 수원시에 본관이 있으며, 광주시, 김포시, 여주시, 평택시, 포천시에 분관이 있다.

## 연혁
- 1970년 7월 1일 경기도립도서관 개관
- 1983년 6월 1일 경기도립수원도서관으로 개칭
- 1999년 1월 15일 경기도립중앙도서관으로 개편 (5개 분관 편입)
- 2009년 3월 6일 리모델링 재개관

## 이용 안내
이용 시간
휴관일
- 매주 월요일, 일요일을 제외한 관공서의 공휴일(단, 일요일이 공휴일인 경우에는 휴관)
- 관장이 필요하다고 인정하는 경우